# Straßenbahn Bremerhaven
Die Straßenbahn Bremerhaven verkehrte im Unterweserraum im Gebiet der heutigen Städte Bremerhaven und Geestland (nur Ortschaft Langen). Der Straßenbahnbetrieb begann 1881 mit einer normalspurigen Pferdebahn, die bis 1908 elektrifiziert wurde. Ab 1. September 1977 fuhr die Linie 2 nur noch an Werktagen tagsüber; in der übrigen Zeit verkehrte eine Autobuslinie 1. 1982 stellte die Verkehrsgesellschaft Bremerhaven AG (VGB) schließlich ihre letzte Straßenbahnlinie auf Omnibusbetrieb um.

## Gründung
Der Bremer Unternehmer Heinrich Alfes beantragte 1879 die Konzession für eine Pferdebahn zwischen Lehe und Geestemünde. Gemeinsam mit dem Bremer Rechtsanwalt Wilkens und dem Bankier Loose gründete er daraufhin die Bremerhavener Straßenbahn Aktiengesellschaft mit einem Grundkapital von 450.000 Mark. Am Sonntag dem 26. Juni 1881 fuhr zum ersten Mal die Pferdebahn vom Bahnhof Geestemünde zur Wurster Straße. Die Bremerhavener Straßenbahn verfügte damals über 14 Wagen, 50 Pferde und 30 Angestellte.
Schon im ersten vollen Geschäftsjahr 1882 wurden 846.944 Personen befördert. Haltestellen gab es damals noch nicht. Man hielt die Pferdebahn durch Winken an und stieg ein. Die Bahnen fuhren zunächst nur eingleisig und mussten an Ausweichstellen auf entgegenkommende Wagen warten. Die Bremerhavener Straßenbahn wuchs schnell, sodass sie bald über 120 Pferde im Stall in der Wurster Straße und 50 Pferde an der Grenze zu Wulsdorf verfügte. Richtung Wulsdorf fuhr 1891 die Bahn, nachdem sie auf der Georgstraße bis zur „Schweizerhalle“/Pferdebahndepot (heutige VBN-Haltestelle Geestemünde-Süd) verlängert wurde.
1892 nutzten insgesamt 1.303.478 Personen die Bremerhavener Straßenbahn. 1896 kam die Linie nach Speckenbüttel dazu und das Streckennetz wurde nach und nach zweigleisig ausgebaut.

### Elektrifizierung

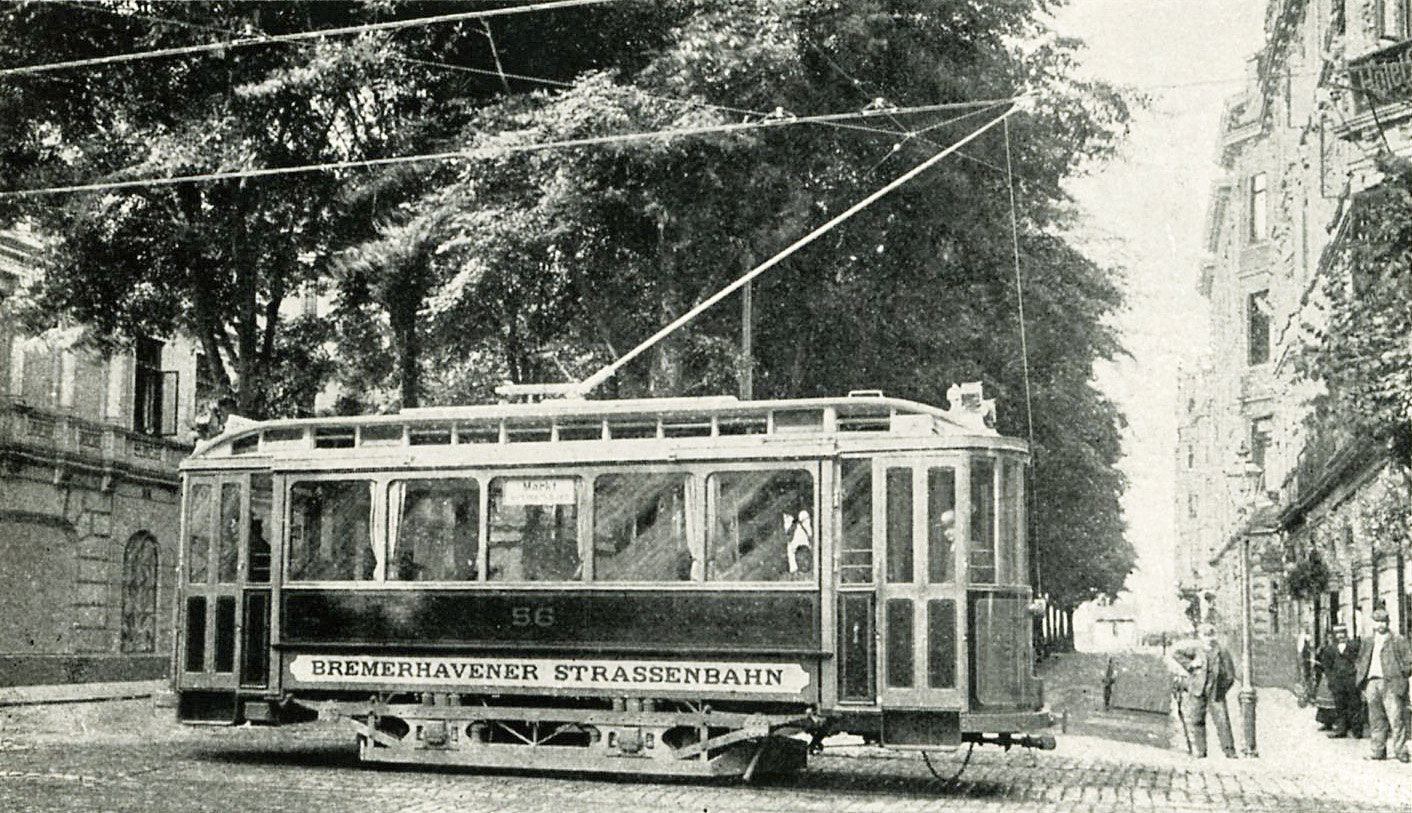
Straßenbahn-Triebwagen 56 um 1910

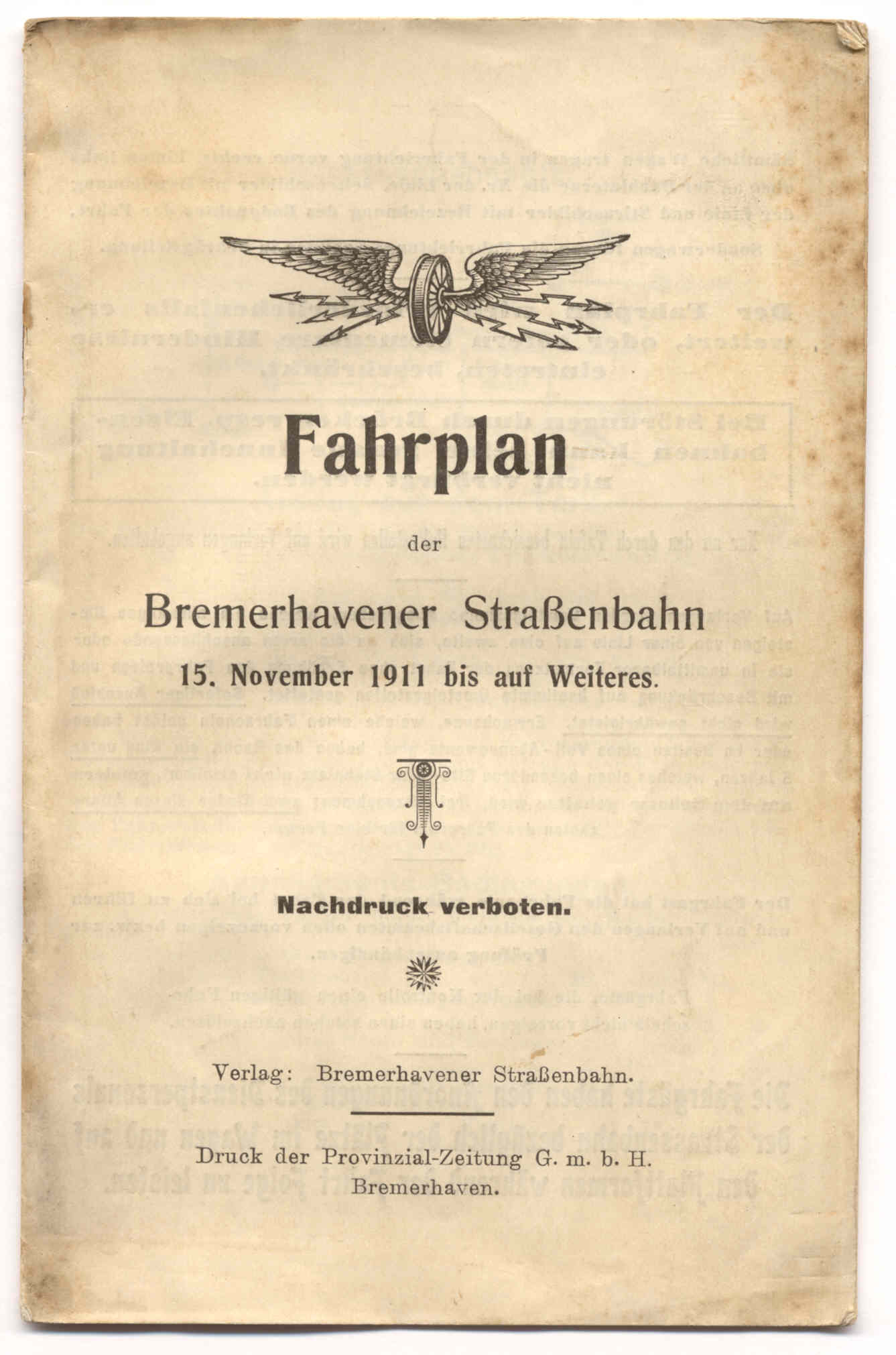
Fahrplanheft von 1911 (mit Logo "Flügelrad" für elektr. Bahnen)

1898 fuhr eine Akkumulatorenbahn von der Karlsburg über die Kaiserstraße zur Haltestelle Rothersand; ab 1899 weiter bis zur Lloydhalle von 1897. Zehn Jahre später, am 11. August 1908, wurde das Straßenbahndepot Wulsdorf (heutiger Haltestellenname: Wulsdorf Mitte) in Betrieb genommen und am 28. August 1908 die elektrische Straßenbahn mit Oberleitungsbetrieb im innerstädtischen Bereich eingeführt. Die Streckenführung reichte nun bis Speckenbüttel, Wulsdorf und in den Fischereihafen, die Linien wurden mit 1 bis 5 bezeichnet. Am 2. September 1911 wurde die Linie 3 bis zum Kleinbahnhof der Niederweserbahn an der Weserstraße verlängert. Dieser Haltepunkt, in der Nähe der heutigen VBN-Haltestelle Deichhämme (Wulsdorf), wurde bis mindestens 1922 bedient.

### Weitere Entwicklung

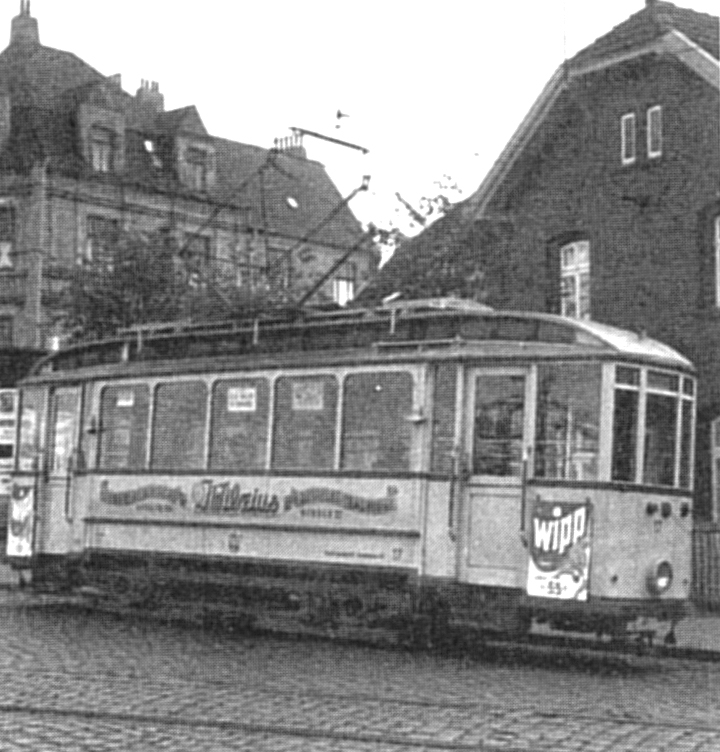
Linie 4, die „Fischbahn“

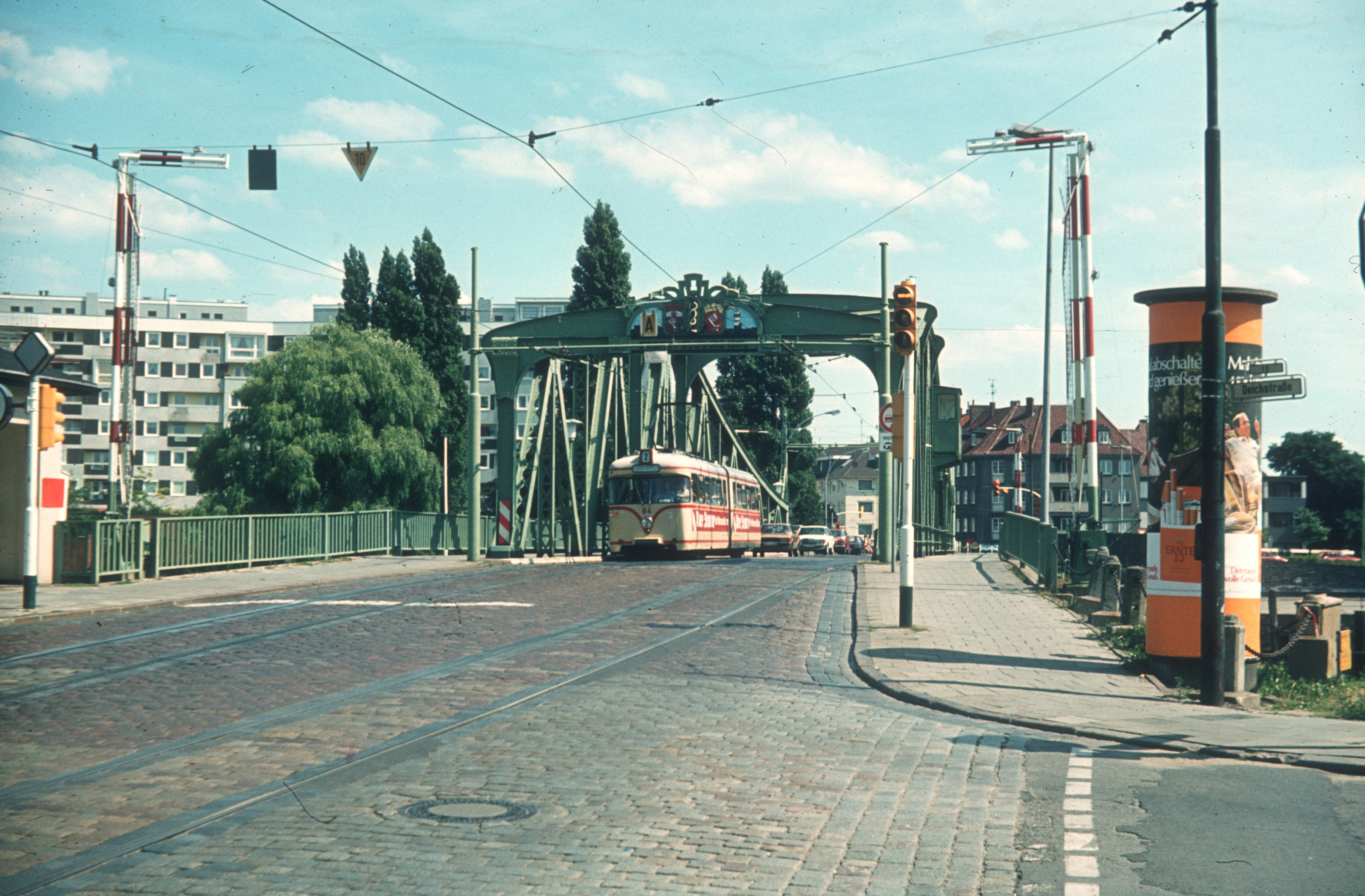
Hansa-Wagen auf Linie 2 auf der Alten Geestebrücke (1982)

1920 beteiligten sich die Stadtverwaltungen von Bremerhaven, Geestemünde und Lehe mit dem Ankauf der Hälfte des Aktienkapitals an der Bremerhavener Straßenbahn AG. Am 3. Juni 1925 fuhr der erste öffentliche Omnibus auf der Linie Hauptbahnhof – Schiffdorf. Einen Monat später eröffnete die Reichspost die Omnibuslinie zwischen Dedesdorf und Wulsdorf, die später bis zum Hauptbahnhof geführt wurde.
1924 vereinigten sich die Städte Lehe und Geestemünde zur neuen Stadt Wesermünde und 1926 wurde die Gesellschaft in Straßenbahn Bremerhaven-Wesermünde AG umbenannt. Zum hundertjährigen Bestehen Bremerhavens im Jahre 1927 ergaben sich auch einige Veränderungen im Nahverkehr: Die Straßenbahnlinie wurde vom Bahnhof Langen bis Friedrichsruh weitergeführt. Die Gesamtgleislänge der Straßenbahn betrug jetzt 39,14 Kilometer. Mittlerweile waren 12 Omnibusse in Wesermünde gemeldet. Eine Omnibuslinie verkehrt seitdem bis nach Weddewarden. Am 17. August 1929 führte die Straßenbahn AG eine ständige Buslinie nach Spaden ein, im März 1931 (bis 1933) einen Motorbootsfährbetrieb zwischen Kanalbrücke und Fischereihafen.
1939 wurde die Stadt Bremerhaven nach Wesermünde eingemeindet, so dass der Betrieb folglich Straßenbahn Wesermünde Aktiengesellschaft hieß. Nachdem Wesermünde ab 1947 den Namen Bremerhaven trug, ist das Unternehmen in Verkehrsgesellschaft Bremerhaven AG (VGB) umbenannt worden.
Im März 1949 waren die Straßenbahnlinien 1 bis 6 im Netz unterwegs; ergänzt durch eine Obuslinie und mehrere Omnibus-Zubringerlinien.
1952 ist das Gleisnetz recht umfangreich gewesen: Die Strecken nach Wulsdorf, in den Fischereihafen und in den Nachbarort Langen (heute zu Geestland gehörend) sind noch in Betrieb. Am Wulsdorfer Depot und am Debstedter Weg (Speckenbüttel) waren Gleisdreiecke vorhanden. Es gab 5 niveaugleiche Bahnübergänge im VGB-Netz (siehe Gleisplan 1952 rechts). Ein Nachtverkehr umfasste mehrere Fahrten nach Mitternacht und wurde mit dem VGB-Fahrplan ab Dezember 1958 eingeführt: Am Wochenende fuhren die Straßenbahnlinien 2 sowie 3 und unter der Woche die Omnibus-Nachtlinie R (siehe Fahrplan 1958 rechts).

Das Straßenbahnnetz bestand 1960 aus den Linien
- 2: Stadtgrenze Langen – Lehe – Ernst-Reuter-Platz – Stadtmitte – Hauptbahnhof
- 3: Bahnhof Lehe – Rotersand – Stadtmitte – Weserlust – Straßenbahnhof Wulsdorf (heutiger Haltestellen-Name: Wulsdorf Mitte)

Von der Weserlust und nachmittags ab Hbf zur Halle IX im Fischereihafen fuhr die Linie 4. Sie wurde bereits am 31. August 1959 eingestellt. Seit dem 1. September 1959 bedienen nur noch Omnibusse den Stadtteil. Der Südast der Linie 3 nach Wulsdorf fiel 1960 dem Umbau der Fischereihafenrampe (Weserlustbrücke im Zuge der Bundesstraße 6) zum Opfer. Im Fahrplan von 1961 fand abends und am Sonntagvormittag ein Schienenersatzverkehr mit den Linien 5/6 auch zum Bahnhof Lehe statt.
Vom Hauptbahnhof zur Georgstraße fuhren die Bahnen durch die enge Buchtstraße, in der Gegenrichtung über die breitere Grashoffstraße. In den 1960er Jahren wurde das Gleis in der Buchtstraße durch ein zweites in der Grashoffstraße ersetzt. Ab November 1966 ist der Verkehr der Linie 2 in der Uhrzeigerrichtung aufgegeben worden (erst 1964 nach der Stilllegung der Linie 3 eingeführt). Von der Alten Geestebrücke fuhren die Bahnen nur noch durch die Borriesstraße zum Elbinger Platz und von dort über die Georg- und Grashoffstraße zum Hauptbahnhof. In die Einbiegung zur Friedrich-Ebert-Straße war ein Ausziehgleis eingebaut (als Ersatz für das ehemalige Überholgleis in der Haltestellenanlage Hbf, siehe in Grafik „Gleisplan 1952“ rechts).
1964 wurde die Linie 3 auf dem verbliebenen Abschnitt zwischen Hauptbahnhof und Bahnhof Lehe eingestellt. 1964 fuhr auch die Hafenfähre im Kaiserhafen zum letzten Mal. Die Hafenbarkassen wurden ab 1. Januar 1965 durch die Buslinie 14 ersetzt.

### Einstellung

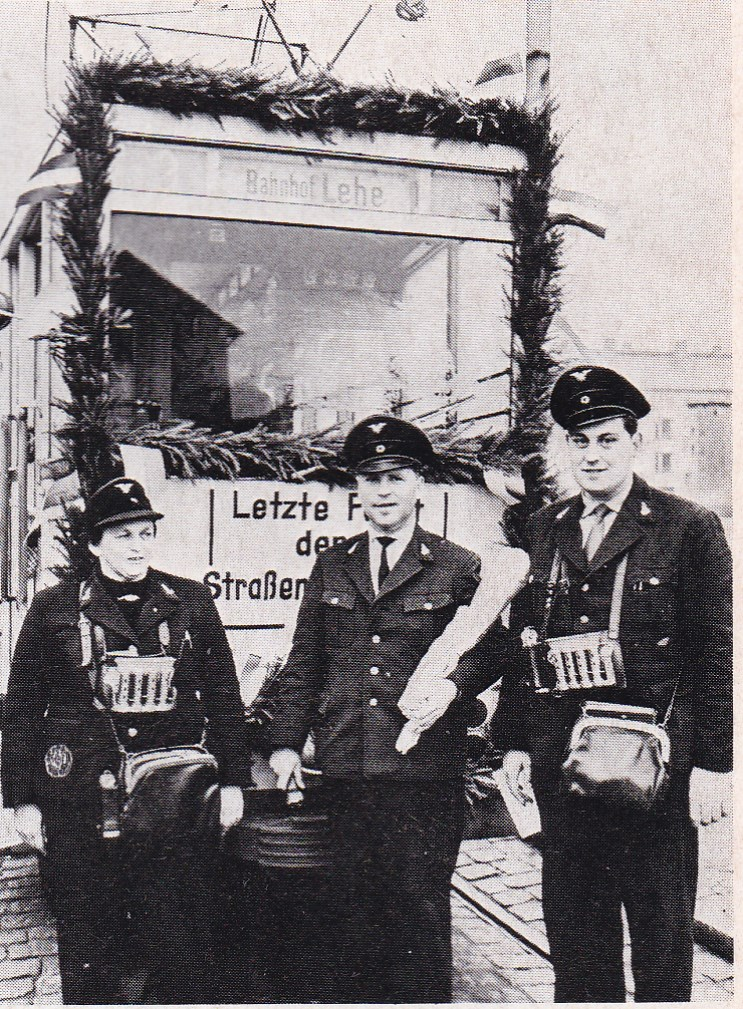
Letzte Fahrt der 3 nach Lehe

Der Straßenbahnbetrieb wurde am 30. Juli 1982 eingestellt und durch Dieselbusse ersetzt. Die Fahrgastzahlen haben sich zwischen 1980 und 2014 von 20,7 Millionen auf 13,0 Millionen reduziert.

### Fahrzeuge
Die bei der Betriebseinstellung neuesten Fahrzeuge waren die 1968 gebauten Hansa-Kurzgelenkwagen. Es gab fünf Triebwagen (Nr. 80 bis 84) und fünf dazugehörige Beiwagen (Nr. 218 bis 222). Diese Wagen wurden nach Einstellung des Betriebs an die Straßenbahn Bremen abgegeben. In den Jahren 1995 bis 1998 wurden sie an die Straßenbahn Timișoara in Rumänien weitergereicht. Alle fünf Triebwagen sowie drei Beiwagen befanden sich dort bis mindestens 2009 im Einsatz.
Von den übrigen bei Stilllegung noch vorhandenen Fahrzeugen wurden einige ins Hannoversche Straßenbahn-Museum in Wehmingen gebracht. Der Verein Bewahrung der historischen Werte Bremerhavens e. V. hat von dort 2010 die Wagen 71 (Baujahr 1950, kam 1955 von Opladen nach Bremerhaven) und 79 (Baujahr 1957, kam 1967 von Offenbach nach Bremerhaven) zurückgekauft und bis zu einer Aufarbeitung im Bahnhof Heinschenwalde abgestellt. 2012 folgte der Offenbacher Anhänger Nr. 216.
Mit dem Triebwagen 7 (Nordwaggon, 1908) ist noch ein Zweiachstriebwagen in Bremerhaven erhalten. Bis 1948 trug er die Wagennummer 58; anno 1977 anlässlich des Stadtjubiläums wurde er auf dem Theodor-Heuss-Platz als Caféwagen eingesetzt. Anschließend war er unter anderem im damaligen BVV-Museum bei den Stadtwerken (Hansastraße) zu sehen, von 2007 bis 2014 in der Ausstellung Modellstadt Bremerhaven. Kurzfristig im Busbetriebshof der Verkehrsgesellschaft Bremerhaven AG untergestellt, steht er seit Oktober 2015 in der Flohmarkthalle Rotersand.

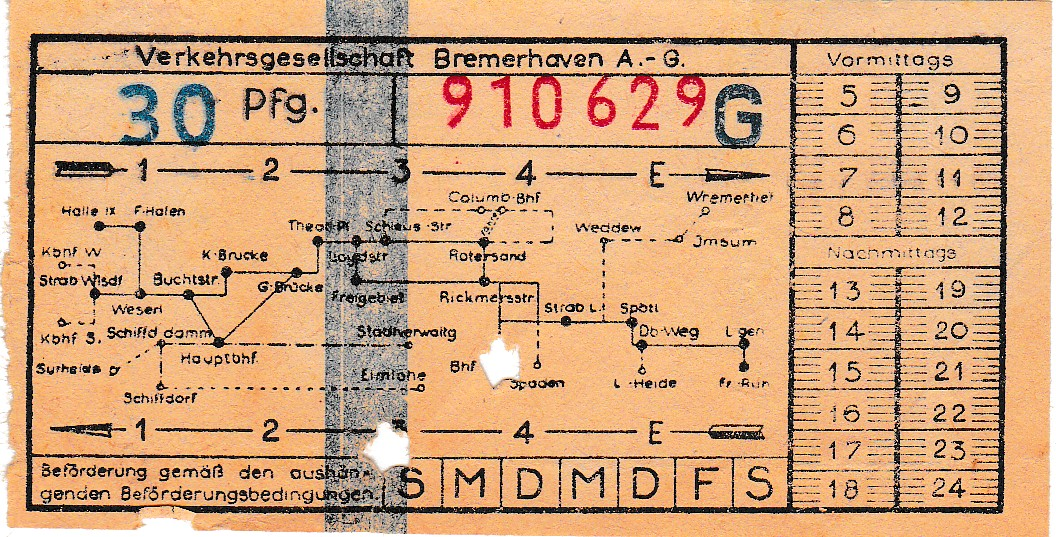
„Fahrschein mit Netz der VGB 1955“
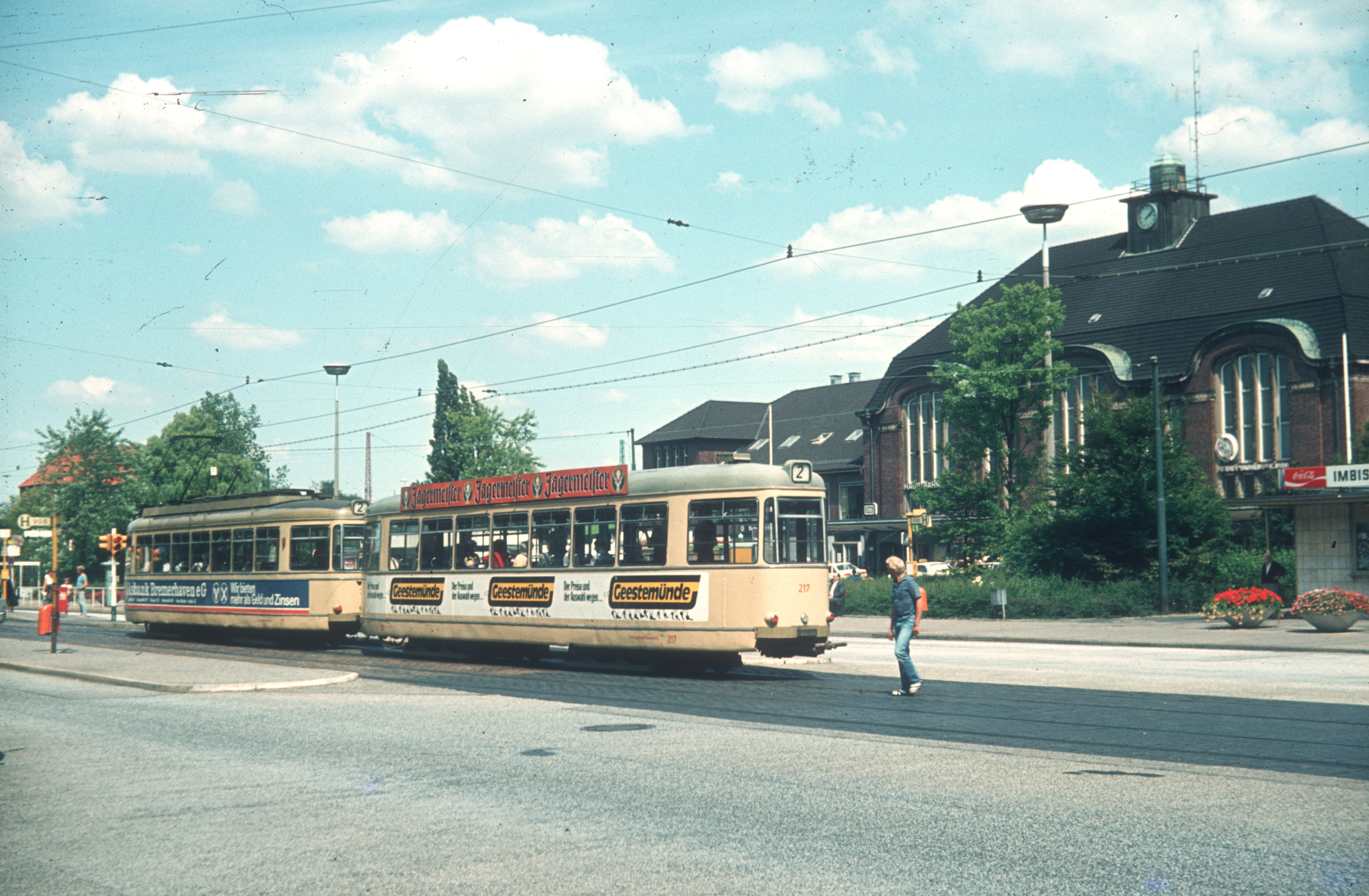
„Offenbacher“ am Hauptbahnhof
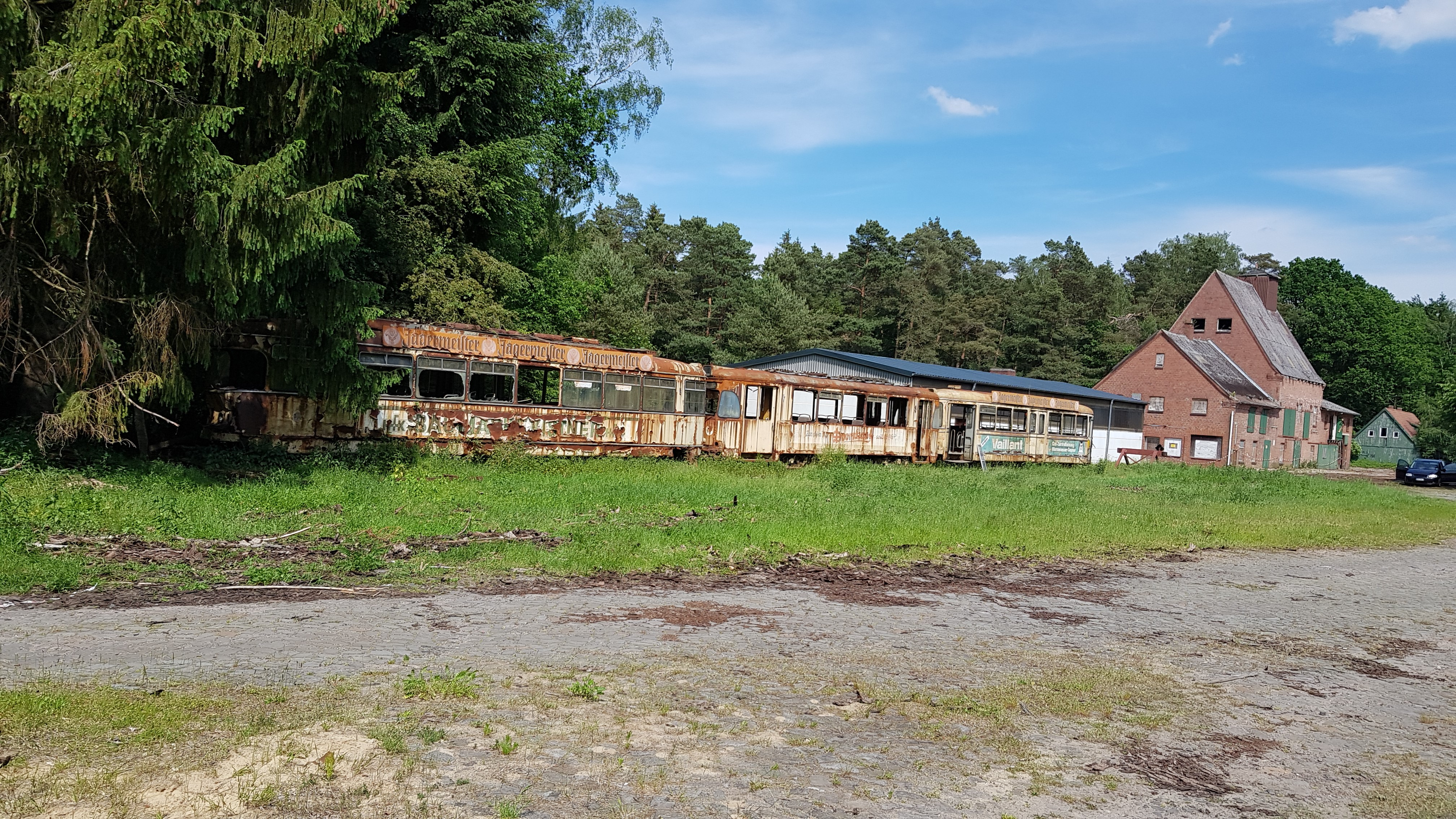
Heinschenwalde (2019)
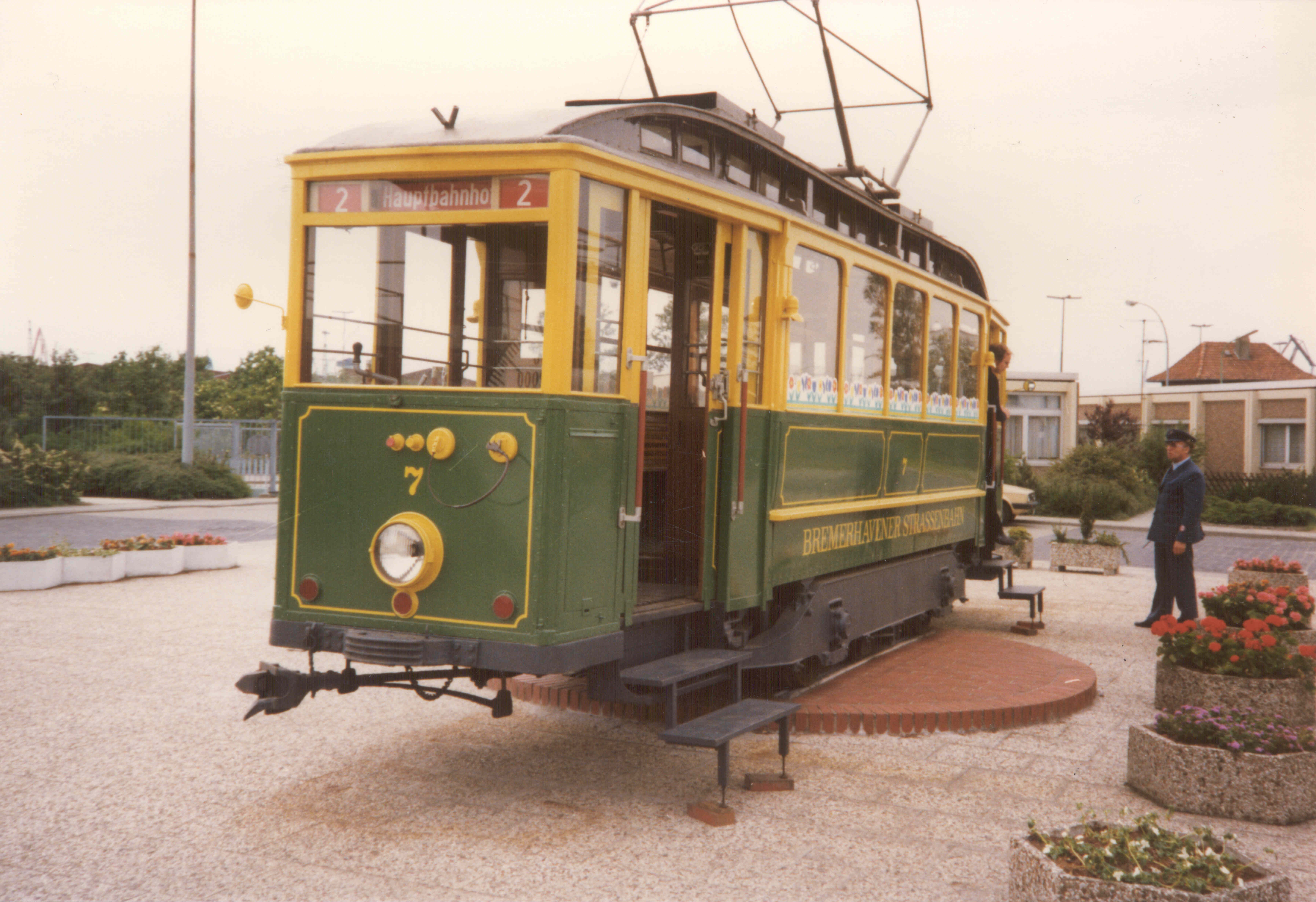
Museumswagen auf dem Gelände der Stadtwerke Hansastraße (1982)

## Planungen für die Wiedereinführung der Straßenbahn
1998 legte der Verkehrsclub Deutschland (VCD) ein Konzept zur Wiedereinführung der Straßenbahn auf den Hauptachsen in Bremerhaven vor. Die Bremerhavener Stadtverordnetenversammlung beschloss daraufhin 1999, dieses Konzept gutachterlich prüfen zu lassen. Das beauftragte Ingenieurbüro TransTec Transport und Technologie Consult GmbH aus Hannover kam 2000 in seiner Machbarkeitsuntersuchung zur Wiedereinführung einer Straßenbahn in Bremerhaven zu dem Ergebnis, dass „die Einführung eines Straßenbahnsystems in Bremerhaven aus finanzieller und verkehrspolitischer Sicht generell zu rechtfertigen ist.“ Eine Realisierung des Projektes fand  keine Mehrheit.
2013 veröffentlichte der VCD ein Konzept zur Wiedereinführung einer Straßenbahn in Bremerhaven mit einer erschließenden Nord-Süd-Straßenbahnlinie von Leherheide nach Wulsdorf und Grünhöfe. Die seit 2019 in Bremerhaven regierende SPD/CDU/FDP-Koalition nahm eine entsprechende Untersuchung als Programmpunkt in ihren Koalitionsvertrag auf. Im März 2022 beschloss der Bremerhavener Bau- und Umweltausschuss die Vergabe eines Gutachtens.
Seit Ende April 2025 prüfen Verkehrsexperten, ob sich für Bremerhaven die Rückkehr zu einer Straßenbahn lohnt. Das wollen Verkehrs-, Stadtplaner, Politiker und Verkehrsinitiativen untersuchen.